# Noordelijke kroontiran
De noordelijke kroontiran (Onychorhynchus coronatus mexicanus) is een zangvogel uit de familie Tityridae. Deze ondersoort komt voor van ZO-Mexico tot Panama.